# 新しい風 (KATSUMIの曲)
「新しい風」（あたらしいかぜ）は、KATSUMIの15枚目のシングル。

## 解説
「何も言わずに」以来のシングル。
KATSUMIと武部聡志の共作楽曲となっている。
アルバム『BRIGHT DAYS』からの先行シングル。

## ミュージック・ビデオ
スタジオ内を美容室に模した中で、KATSUMIが美容師にヘアカットされている内容である。

## 収録曲
作詞：渡辺克巳／編曲：武部聡志
1. 新しい風
作曲：渡辺克巳・武部聡志
フジテレビ系「OIOI TOKYO TASTE ROOMS」イメージソング
2. HERE WE GO
作曲：井上慎二郎
アルバム未収録楽曲。
3. 新しい風 （ORIGINAL KARAOKE）